# Umed Bhawan Palace
Ne doit pas être confondu avec Umaid Bhawan Palace.
Umed Bhawan Palace est un palais d'Inde situé à Kota, au Rajasthan. 

## Historique
Ce palais a été construit en 1905 par l'architecte britannique Samuel Swinton Jacob (en), à la demande d'Umed Singh II (en), maharaja de Kota de 1889 à 1940, qui en a fait sa résidence princière.
Vendu après l'indépendance de l'Inde, il est aujourd'hui occupé en partie par un hôtel de 32 chambres et 2 restaurants.

## Galerie

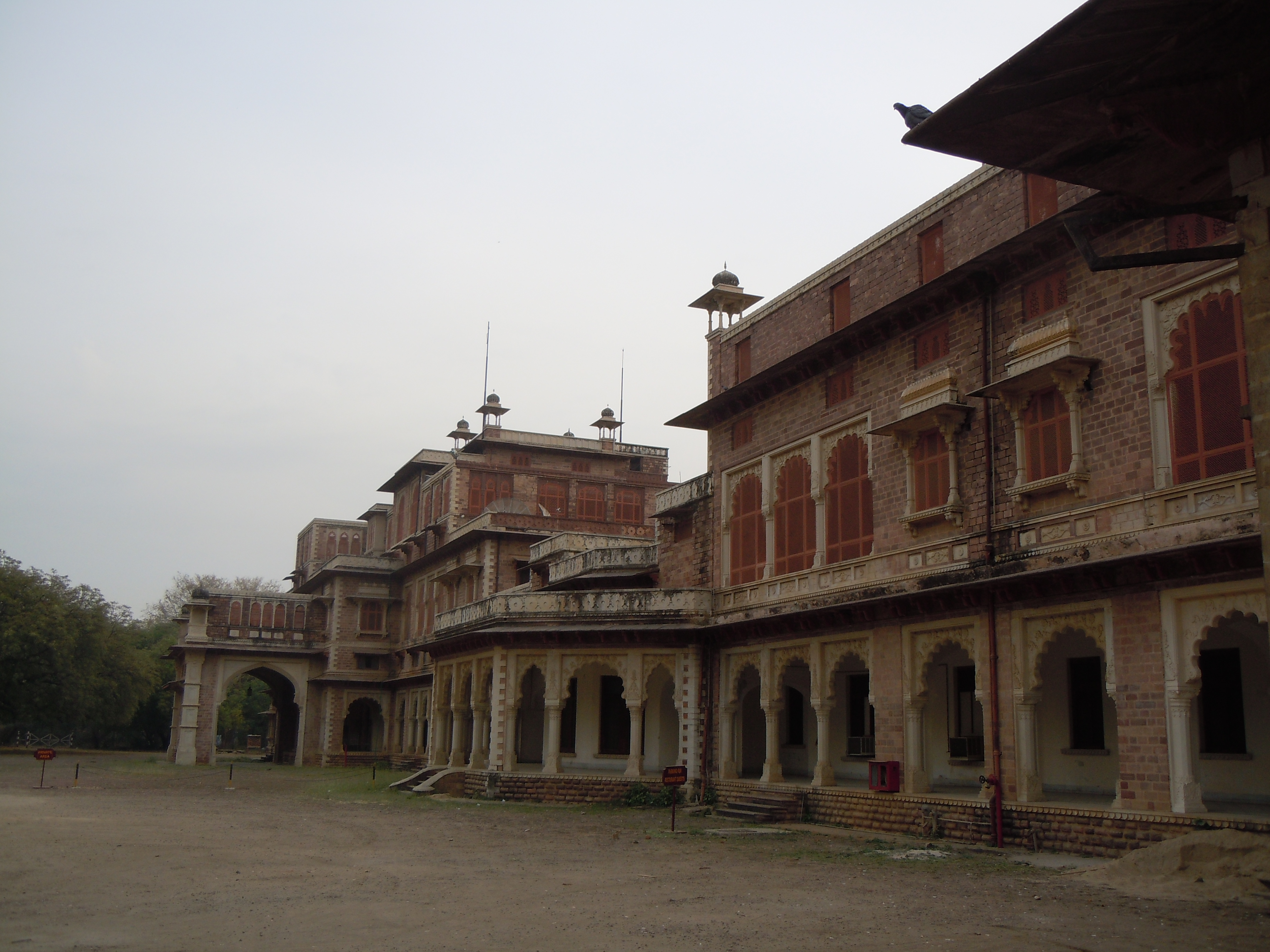
Façade du palais.
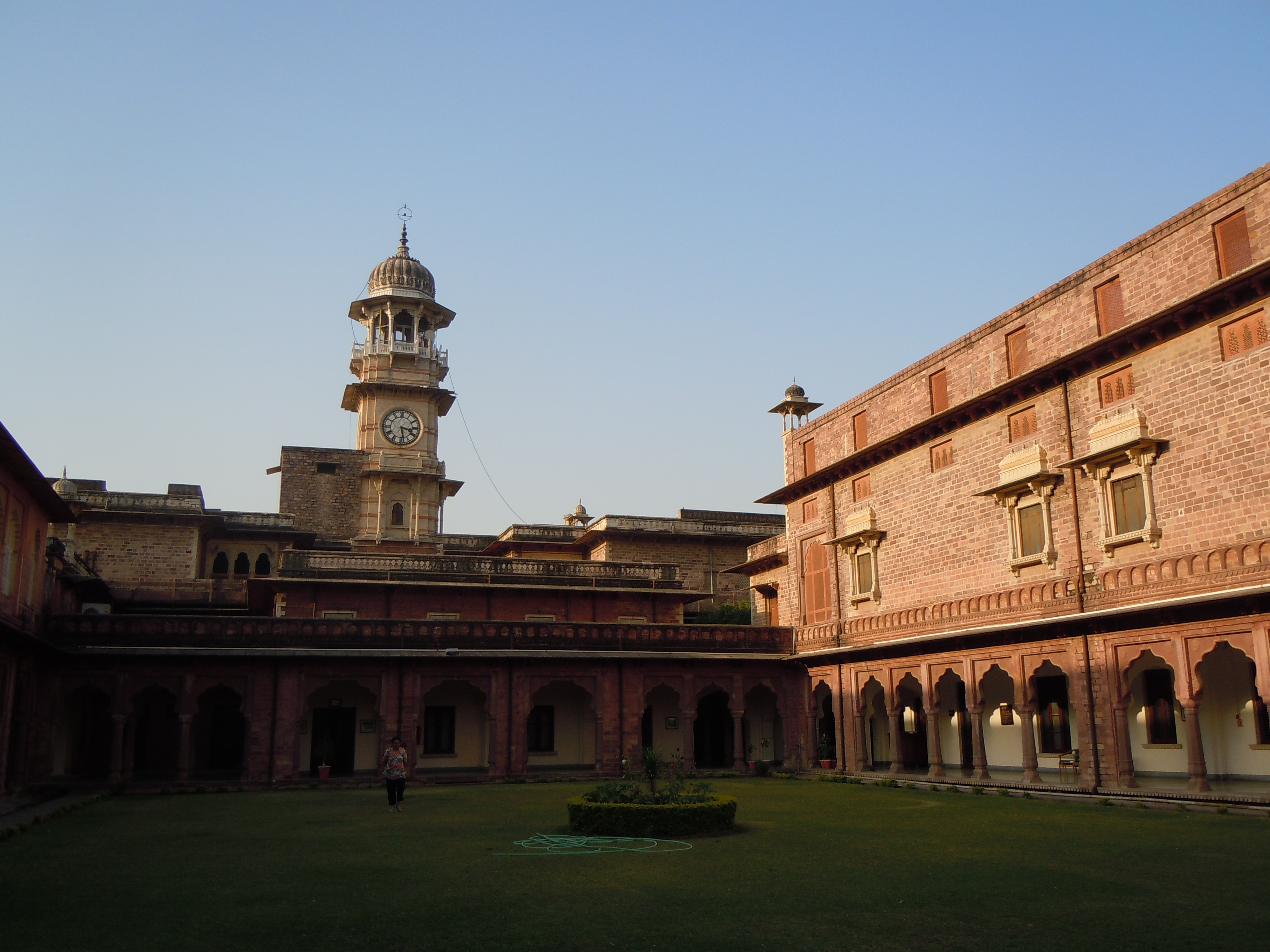
Cour principale.
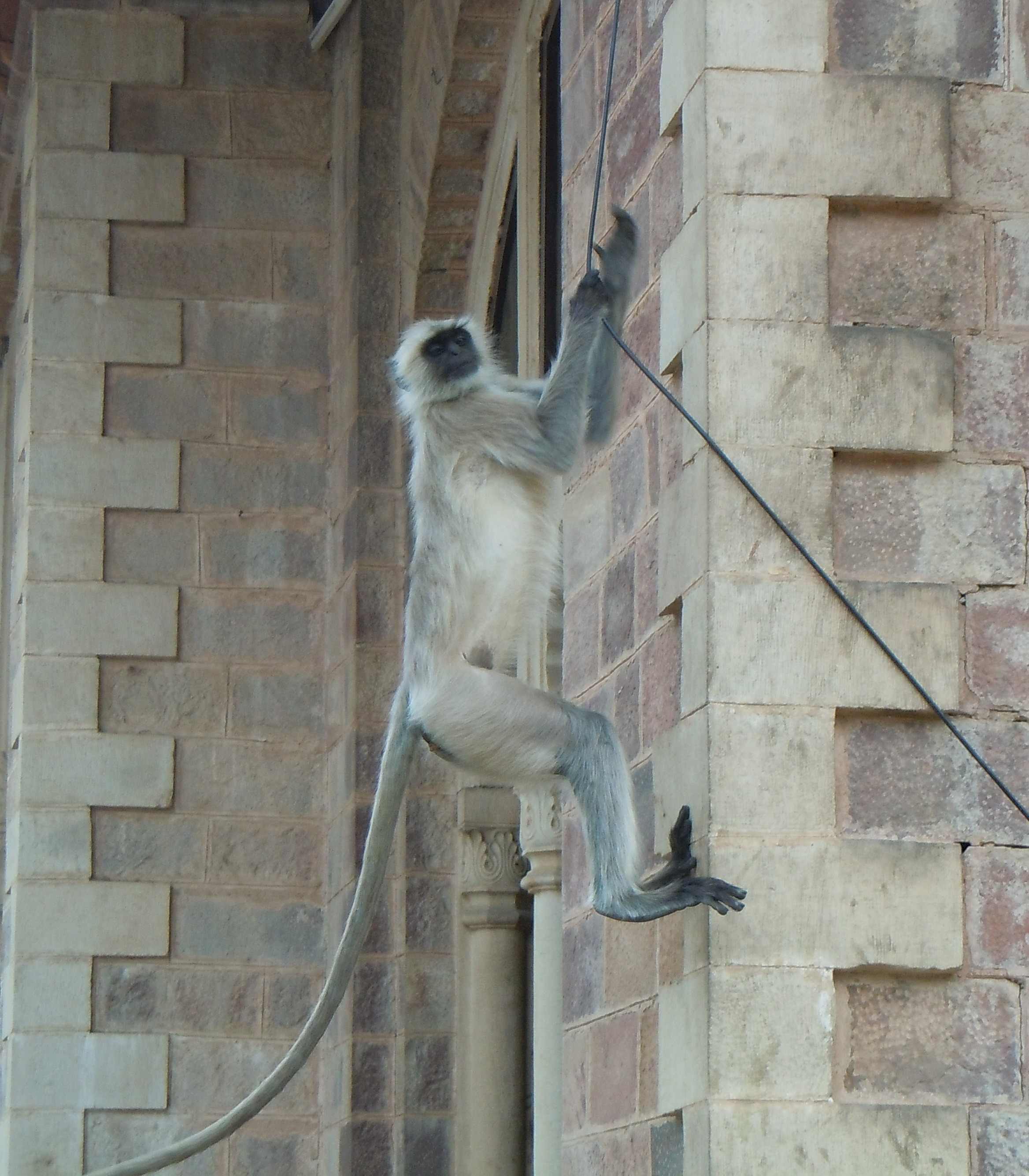
Le parc est fréquenté par des Langurs.